# Kościół św. Wojciecha i św. Jerzego w Zatorze
Kościół św. Wojciecha i św. Jerzego – rzymskokatolicki kościół parafialny znajdujący się przy pl. Kościuszki 3 w Zatorze, w powiecie oświęcimskim województwa małopolskiego.
Zabytkowy kościół parafialny sprzed 1393 roku, wpisany do rejestru zabytków nieruchomych województwa małopolskiego.

## Historia
Kościół parafialny zbudowany przed 1393 rokiem w miejscu starszego romańskiego, którego pozostałości zachowały się w zakrystii. W 1766 zamiast stropu zbudowano drewniane sklepienie pozorne oraz wprowadzono barokowe arkady międzynawowe. Świątynia została znacznie uszkodzona w czasie pożaru w 1769. W 1836 roku kościół został wyremontowany i przebudowany na zlecenie Anny z Tyszkiewiczów Potockiej-Wąsowiczowej według projektu Franciszka Marii Lanciego. W efekcie podwyższono wieżę o jedną kondygnację i zwieńczono ją wysokim hełmem, a także dobudowano neogotycką kruchtę północną. Fasada otrzymała neogotycki schodkowy szczyt. W 1915 roku nadbudowano piętro nad zakrystią. W 1945 roku kościół został uszkodzony. Po 1956 roku podczas prac przeprowadzonych wg projektu inż. arch. Władysława Wichmana przywrócono średniowieczny układ wnętrza, usuwając neogotyckie i barokowe podziały międzynawowe. Przywrócono też gotycki kształt okien. W latach 1956–1973 nastąpiła zmiana układu wnętrza. W 1999 roku kościół otrzymał nowe witraże w miejsce zniszczonych w 1945 roku.

## Architektura
Budynek murowany z kamienia i cegły, gotycki, trójnawowy, orientowany. Prezbiterium trójbocznie zamknięte, węższe od nawy głównej, nakryte sklepieniem krzyżowo-żebrowym. Wieża gotycka nad zachodnim przęsłem nawy północnej, najwyższa kondygnacja wieży neogotycka z połowy XIX wieku. Wejście do prezbiterium jest dekorowane ostrołukowym gotyckim portalem z renesansowym kartuszem z herbem Odrowąż i datą 1563 roku.Wejście do nawy od południa dekorowane jest gotyckim portalem z kwiatonami.
Obok kościoła grobowiec księżnej Apolonii Poniatowskiej, właścicielki dóbr zatorskich w XVIII/XIX w. W krypcie pod kościołem spoczywają kolatorzy zatorskiej świątyni m.in. Anna Potocka (1779–1867) i jej mąż gen. Stanisław Dunin Wąsowicz, adiutant Napoleona I oraz Maurycy Eustachy Potocki i Ludwika Potocka.

## Wyposażenie wnętrza
- neogotycki ołtarz główny z 1866 roku fundacji Natalii Potockiej[3];
- chrzcielnica brązowa z 1462 roku[3];
- droga krzyżowa autorstwa słowackiego malarza Bohuna;
- W nawach bocznych wyeksponowano fragmenty polichromii z XVII w., przedstawiające sceny z Męki Pańskiej.
- chór organowy modernistyczny. Organy dwuwieżowe, piszczałkowe o barokowym brzmieniu, nowoczesne.
- krucyfiks późnogotycki z ok. 1460-70,
- obraz Matki Boskiej z Dzieciątkiem w typie Hodegetrii z ok. poł. XVI w. na podmalówce z XV w.,
- późnogotycka figura Chrystusa Zmartwychwstałego z ok. 1470
- przywieziona przez Potockich z Włoch, oprawiona w ramkę mozaika, przedstawiająca głowę Chrystusa typu Ecce Homo, oznaczona wtórnie jako dzieło Gianfranco Capodiferro z 1535.
- epitafium późnorenesansowe, alabastrowe Andrzeja Bronowskiego (zm. 1612),
- epitafium księżnej Apolonii Poniatowskiej (zm. 1813),
- gotycki dzwon z 1596 roku na wieży[3];

## Galeria

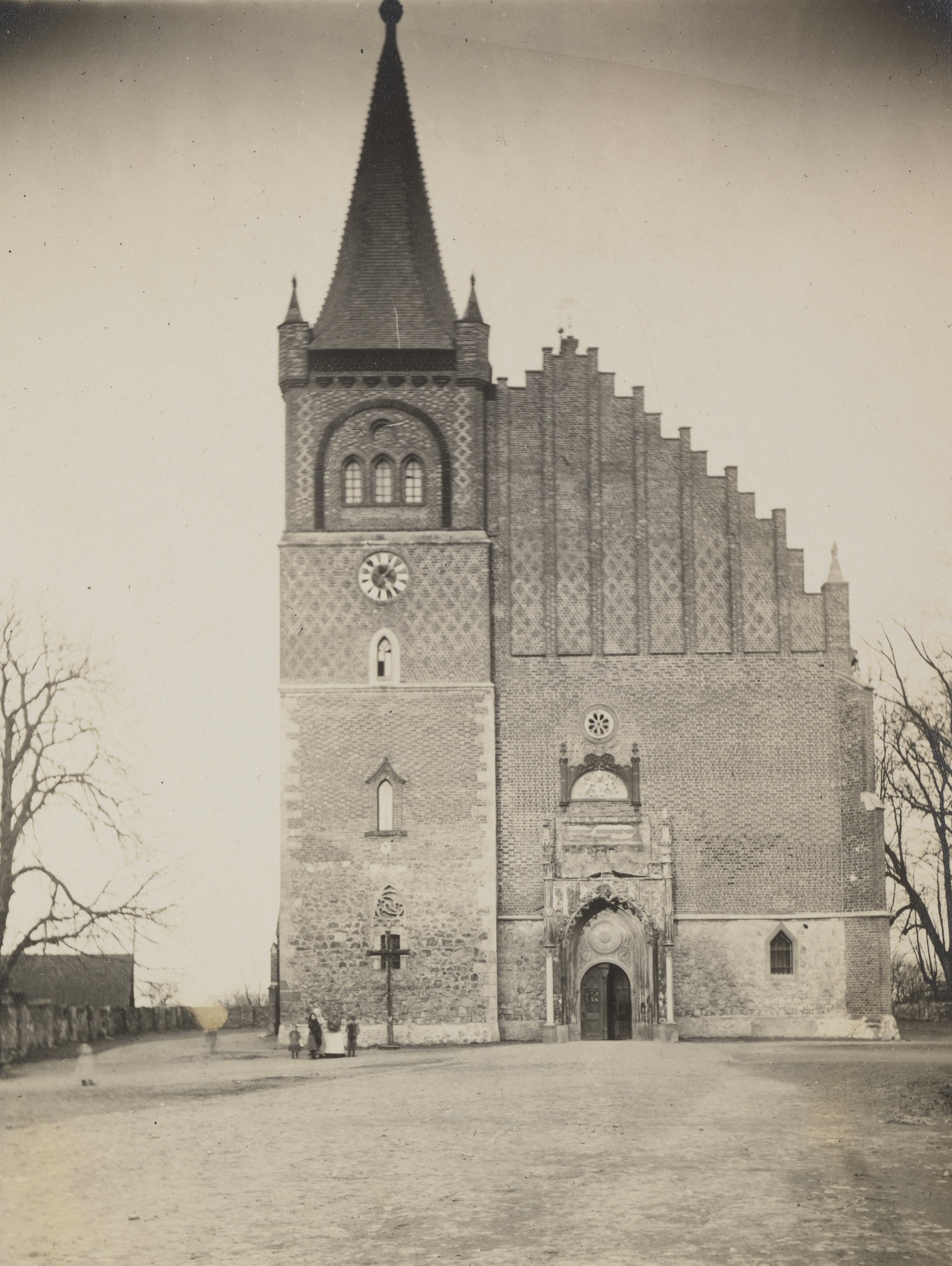
Widok kościoła przed 1914
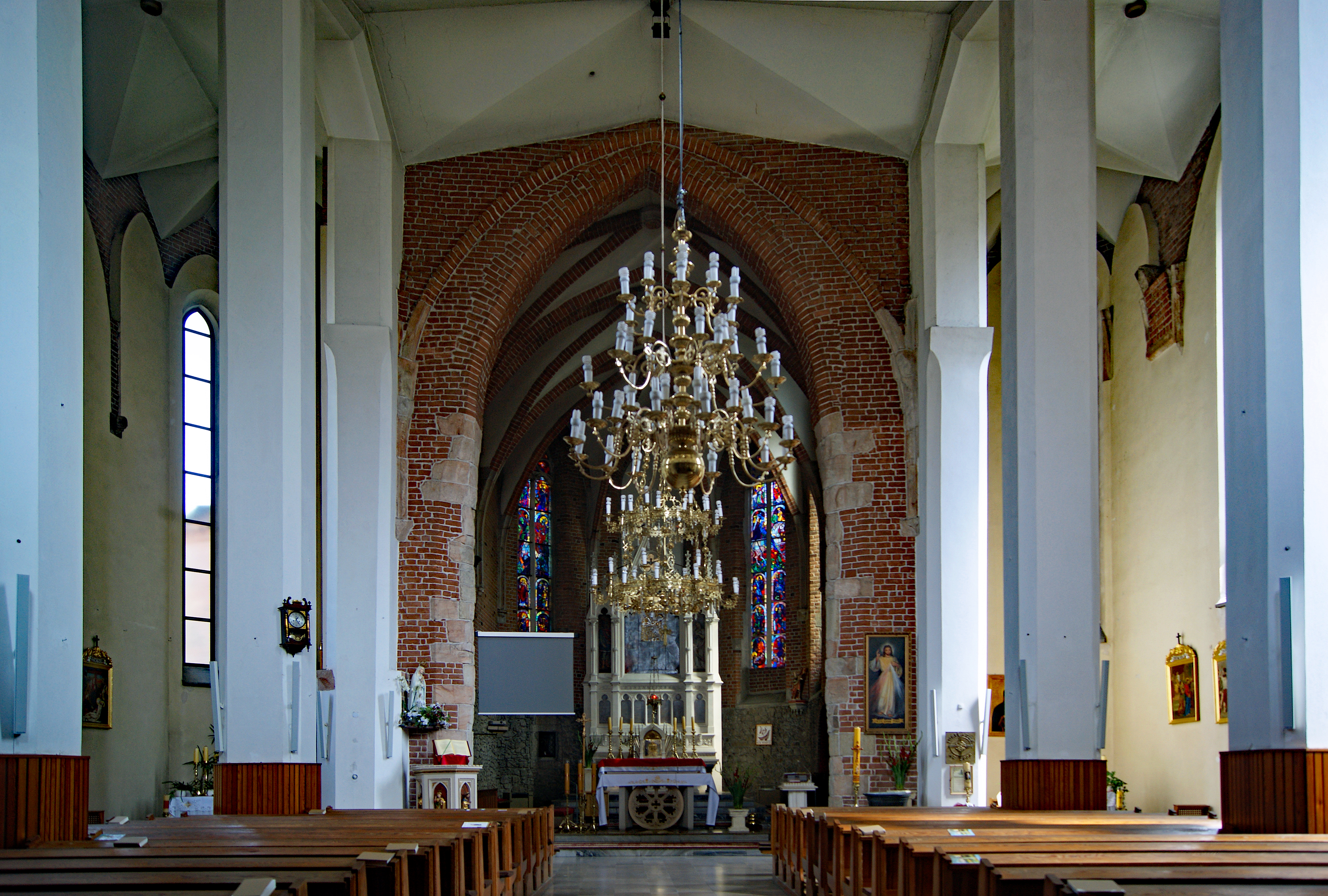
Wnętrze kościoła
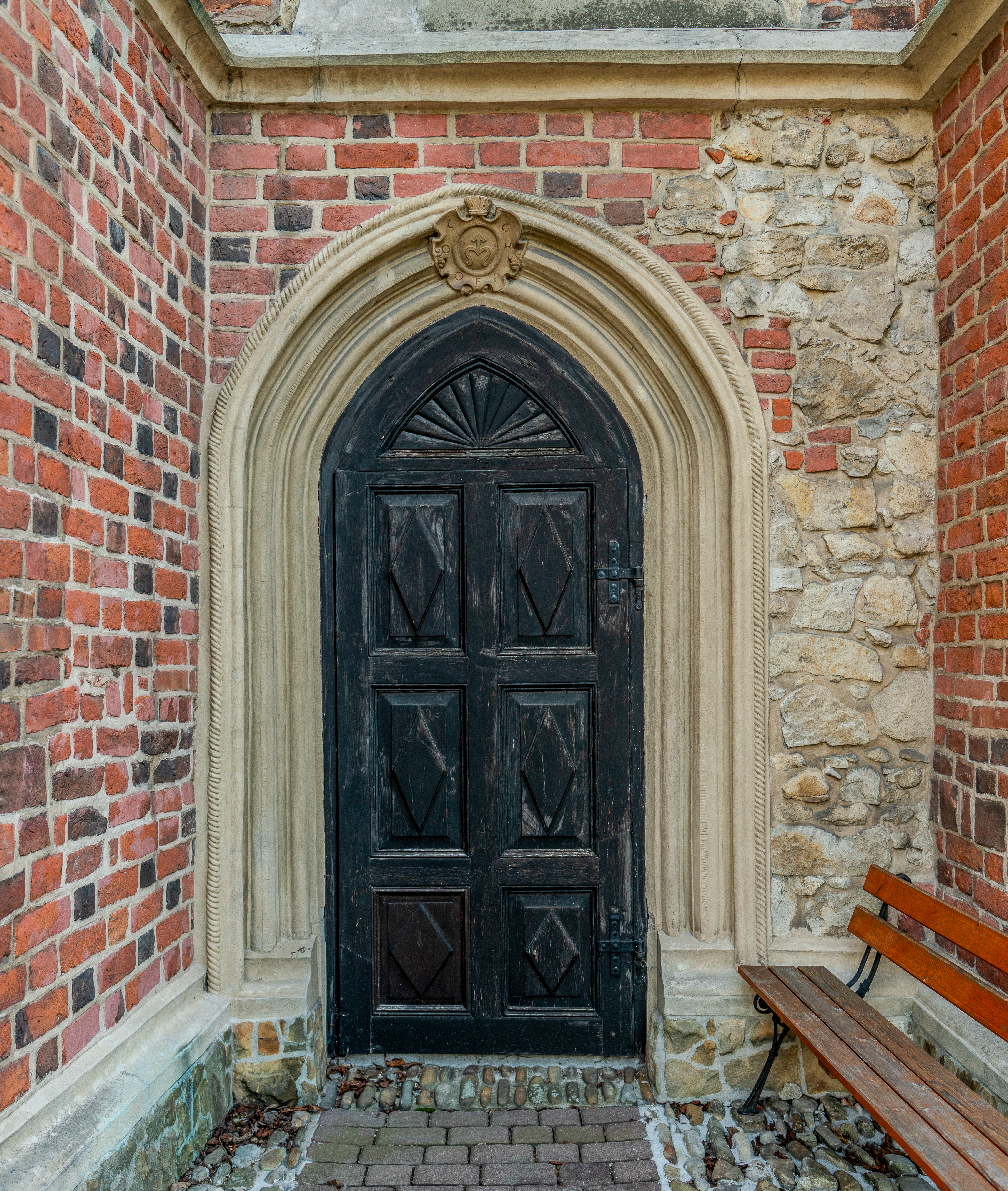
Gotycki portal z kartuszem z herbem Odrowąż  i datą 1563
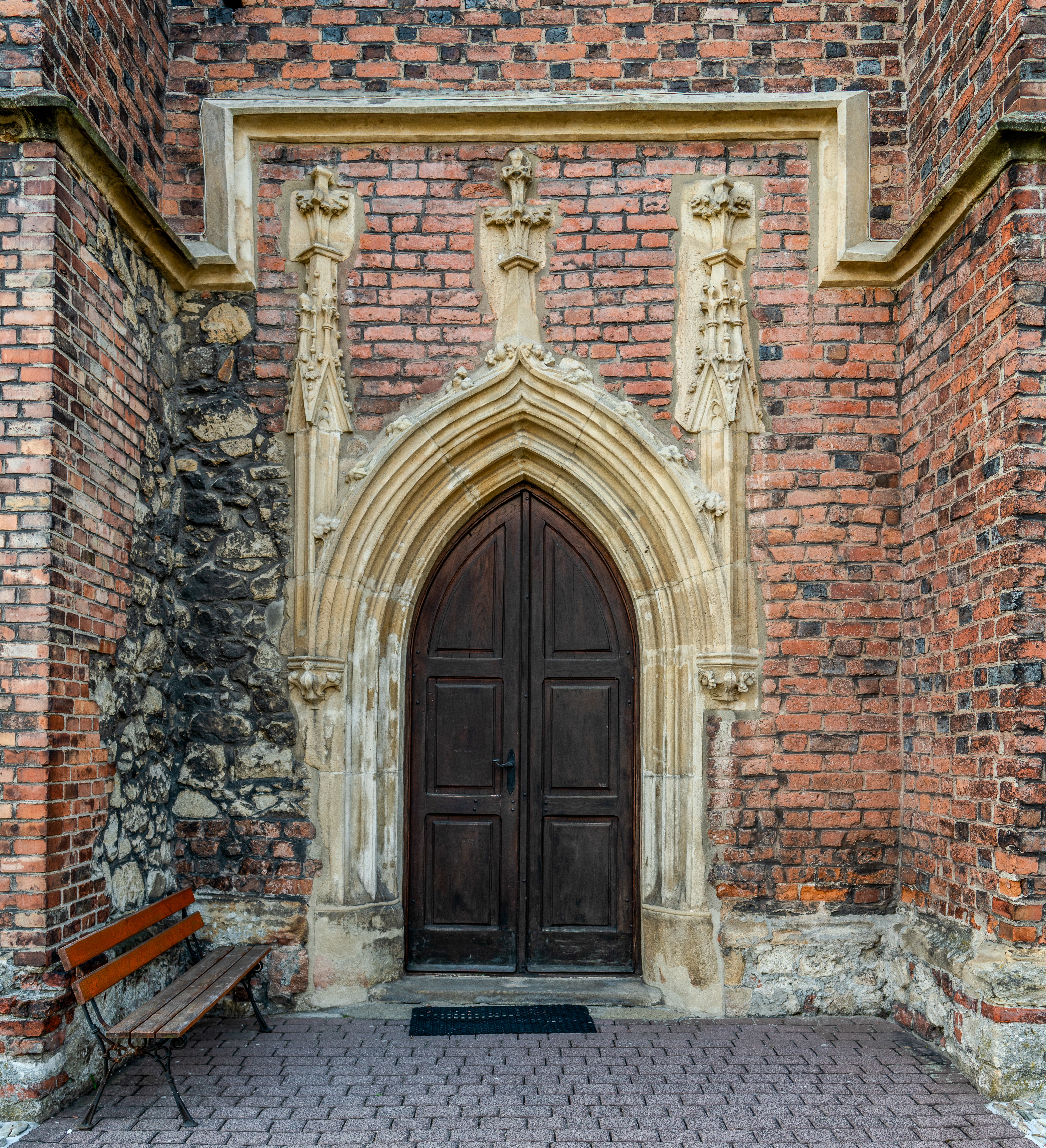
Gotycki portal od strony południowej zwieńczony  pinaklami z kwiatonami
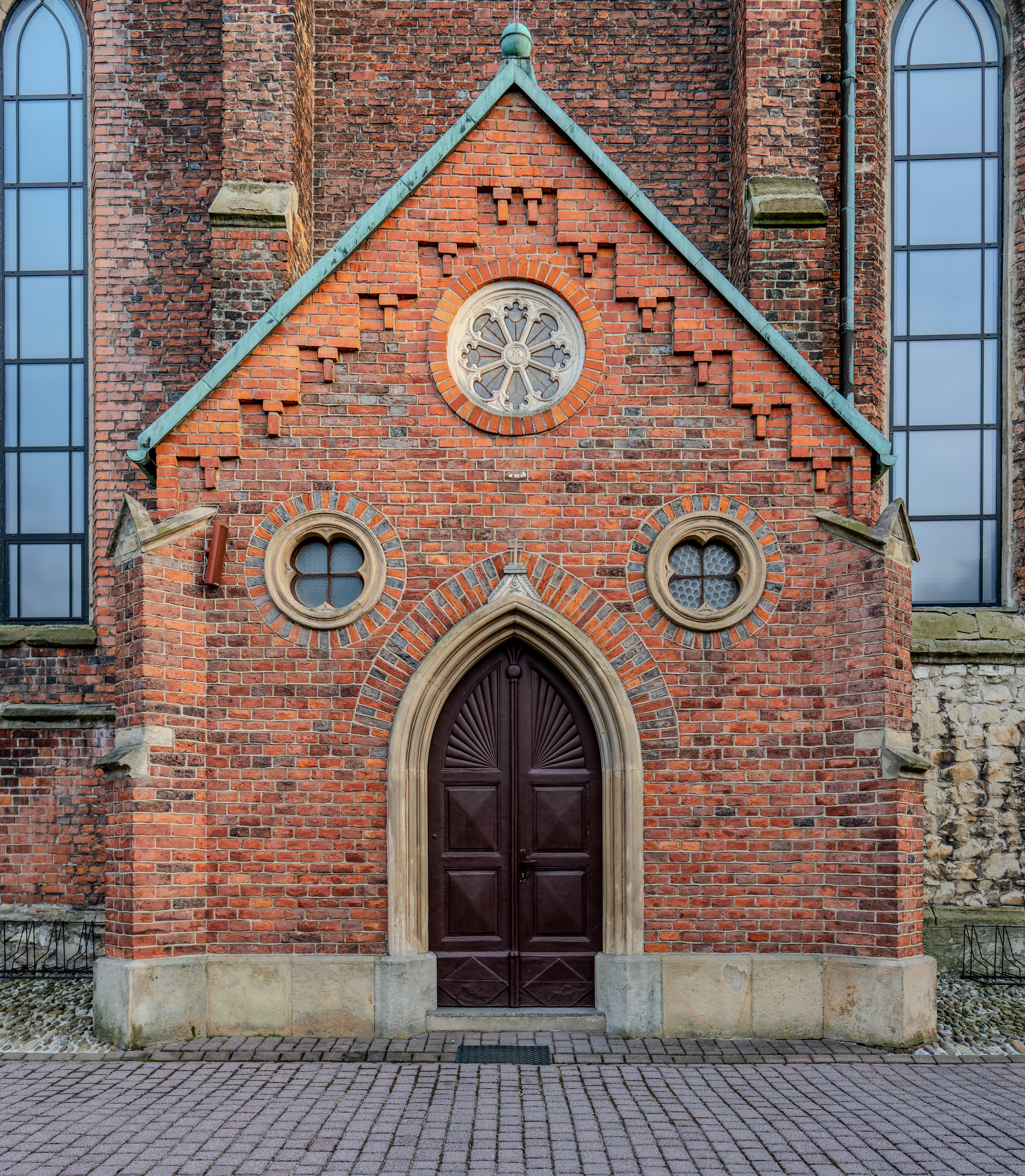
Neogotycka kruchta z XIX wieku
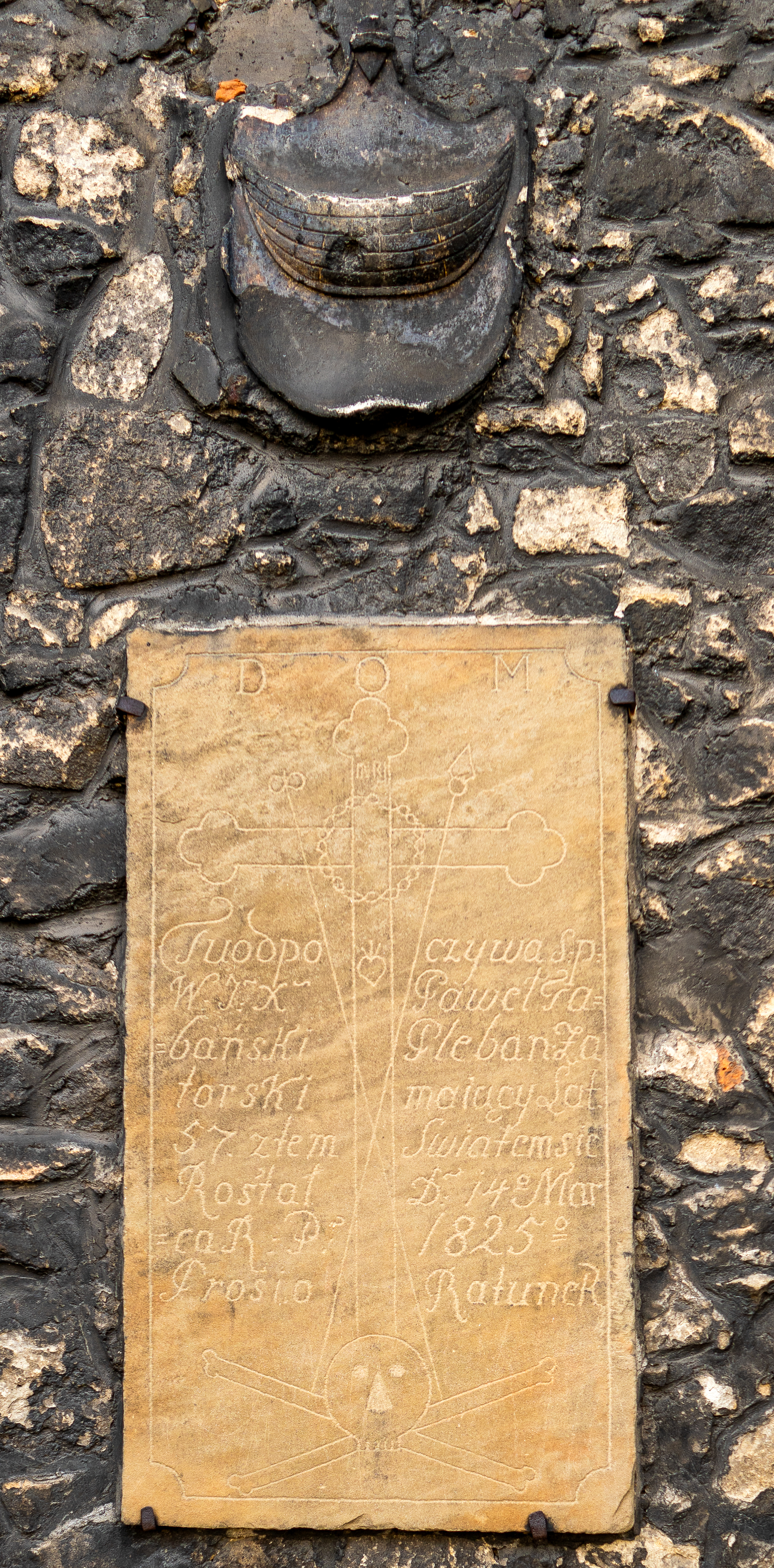
Epitafium, którym uczczony został proboszcz Paweł Tabański